# Chiquititas 2
Chiquititas 2 é o segundo álbum da trilha sonora da novela Chiquititas, lançado no Brasil pela EMI em março de 1998. Da mesma forma que seu antecessor, os vocais das canções são feitos por por cantores desconhecidos, restando aos atores apenas as dublarem, com exceção da voz da atriz Flávia Monteiro que é feita por ela mesma.
Sucesso entre o público, vendeu mais de 800 mil cópias em poucos meses após o seu lançamento e marcou o último CD com vários dos atores que estavam desde a primeira temporada.

## Antecedentes
Após o sucesso da trilha anterior, que vendeu inesperados 1,2 milhões de cópias no Brasil a poucos meses do lançamento, o SBT e a EMI, começaram a planejar o que viria a ser o volume dois com as canções de Chiquititas. 
Da mesma forma que acontece com o antecessor, as canções seriam todas de Cristina Giacomi e Carlos Nilson (que também foi o diretor do projeto) e a Cayon Gadia coube traduzir as faixas originais, que eram em língua castelhana para o português brasileiro.

## Produção e gravação
Um detalhe que chamou a atenção dos fãs foi a ausência da atriz Renata del Bianco na capa do álbum, sendo que, no lugar, há uma mancha preta ao lado esquerdo da atriz Flávia Monteiro, que alguns fãs acreditam ter sido uma forma de apagar a atriz mirim da foto. Em entrevista, Renata del Bianco declarou: "A princípio eu não sabia, mas meu contrato com o SBT estava acabando e não existia muito interesse em renova-lo. Como os produtores não tinham conhecimento de que eu não assinaria a renovação do contrato, fizeram umas fotos comigo e outras sem. Como não assinei, não sai".
O álbum marca a última presença de alguns integrantes que não renovaram contrato com a emissora, alguns deles (Renata del Bianco, Gisele Frade, Paulo Nigro, Giselle Medeiros, Beatriz Botelho, Polyana López) uniram-se e formaram um conjunto chamado As Crianças mais Amadas do Brasil que lançaram um álbum homônimo em 1999, mas dessa vez com suas verdadeiras vozes.
A maioria das canções estão presentes no segundo álbum da versão argentina, com exceção de "Brinquedo pra Montar" (que fez parte de Grandes Éxitos, lançado em 1999), e de "Blue Jeans Baby Tatuá" (tirada da primeira trilha sonora, La Música de Chiquititas, de 1995).

## Divulgação e lançamento
Com fins promocionais o elenco apareceu em um número substancial de programas do SBT, além disso, os videoclipes, novamente, foram os responsáveis para que o público conhecessem as canções presentes no CD, uma vez que apenas um single com as faixas "Me Passam Coisas" e "Mexe Lá" foi liberado para as rádios.
Entre os videoclipes destacam-se "Mexe Lá" que além de tornar-se a abertura da novela, ganhou uma versão alternativa devido a troca de elenco; "O Chefe Chico", "Blue Jeans Baby Tatuá" e "Bruxas Malvadas" eram exibidos na primeira temporada, antes do lançamento do álbum. Apesar da música "Crescer" ter saído neste CD, a música só ganhou videoclipe após a entrada do novo elenco, sendo interpretada pela personagem Fran (Elisa Veeck).

## Desempenho comercial
De acordo com a revista Veja, de 15 de abril de 1998, as vendas superaram as 800 mil cópias, ao passo que, meses depois, em 24 de agosto de 1998, o jornal Tribuna da Imprensa publicou uma nota em que dizia que de acordo com a direção musical do SBT as vendas estavam próximas das 900 mil cópias no Brasil.
A Associação Brasileira dos Produtores de Discos (ABPD), o certificou com três discos de platina, por mais de 750 mil cópias vendidas, em 1998.

## Lista de faixas
- Créditos adaptados do encarte do CD Chiquititas 2, de 1998.[2]

| N.º | Título                                             | Compositor(es)                                                 | Duração |  |
| 1.  | "Mexe Lá" (Chufacha)                               | María Cristina De Giácomi, Carlos Zulisber Nilson, Caion Gadia | 2:46    |  |
| 2.  | "Me Passam Coisas" (Me Pasan Cosas)                | Giácomi, Nilson, Gadia                                         | 3:46    |  |
| 3.  | "Brinquedo Pra Montar" (Juguete Para Armar)        | Giácomi, Nilson, Gadia                                         | 1:59    |  |
| 4.  | "Coração com Buraquinhos" (Corazón Con Agujeritos) | Giácomi, Nilson, Gadia                                         | 4:31    |  |
| 5.  | "O Chefe Chico" (El Cheff Saverio)                 | Giácomi, Nilson, Gadia                                         | 2:03    |  |
| 6.  | "Blue Jeans Baby Tátua" (Blue Jean Baby Tatuá)     | Giácomi, Nilson, Gadia                                         | 2:29    |  |
| 7.  | "Bruxas Malvadas" (Malísima)                       | Giácomi, Nilson, Gadia                                         | 2:38    |  |
| 8.  | "Crescer" (Crecer)                                 | Giácomi, Nilson, Gadia                                         | 3:45    |  |
| 9.  | "No Fim" (Al Fín)                                  | Giácomi, Nilson, Gadia                                         | 3:55    |  |
| 10. | "Amigas"                                           | Giácomi, Nilson, Gadia                                         | 2:41    |  |

## Tabelas

### Tabelas anuais
| Tabela musical (1997) | Posição |
| --------------------- | ------- |
| Brasil Brasil (Nopem) | 21      |

## Certificações e vendas
| País          | Certificação | Vendas  |
| ------------- | ------------ | ------- |
| Brasil - ABPD | 3× Platina   | 800,000 |